# Антоніна (ім'я)
Антоні́на — жіноче особове ім'я латинського походження.
Версії походження:
- утворене від прикметника лат. Antoninus («Антонієвий», «належний Антонію»), що походить від давньоримського родового імені династії Антоніїв (Antonius), походження якого невідоме, і за однією з версій корені сягають етруської мови[1].
- Antonius («та, що вступає в бій») як запозичене з давньогрецької: «antao» (дав.-гр. ἀντέω, ἀντάω: «змагатися», «вступати в бій», «суперництво») — один з епітетів Діоніса. Народна поширена форма імені — Антоніда. Чоловіче парне — Антонін[2].
- від грецького ἄνθος (а́нтос), «квітка».

## Іменини
Православні: 9 січня, 22 січня, 30 січня, 14 березня, 20 березня, 23 червня, 26 червня, 10 серпня
Католицькі: 25 лютого, 1 березня, 3 травня, 4 травня, 12 червня

## Відомі носійки
- Марія Антоніна Кратохвіль — польська черниця, католицька свята

Політикині та активістки
- Антоніна Лучинська — перша леді Молдови
- Антоніна Кравчук — перша леді України, економістка
- Антоніна Король-Мельник — українська лікарка, діячка ОУН
- Антоніна Дворянець — учасниця Євромайдану та ліквідації аварії на ЧАЕС

Науковиці
- Антоніна Прихотько — український фізик, одна з найбільших фахівців в галузі фізики неметалевих кристалів, доктор фізико-математичних наук, професор, академік

Спортсменки
- Антоніна Кривобогова — українська волейболістка
- Антоніна Зетова — болгарська волейболістка
- Антоніна Драгашевич — болгарська та сербська шахістка

Письменниці
- Антоніна Жабинська — польська письменниця, діячка Польського Опору під час Другої світової війни
- Антоніна Немирич — польськомовна поетеса і перекладачка часів Речі Посполитої. Підписувалася псевдонимом A.Z.I.N.L.O. (Антоніна з Єловицьких Немиричова литовська обозна)
- Антоніна Доманська — польська письменниця
- Антоніна Лідтке — польська фантастка та редакторка
- Антоніна Матулівна — українська акторка, письменниця, режисерка
- Антоніна Корінь — українська поетеса, громадська діячка

Художниці та прикладні мисткині
- Антоніна Ткачова — українська графікеса
- Антоніна Іванова — українська художниця, представниця бойчукізму
- Антоніна Ноябрьова — українська сценаристка, кінопродюсерка та режисерка короткометражних та повнометражних фільмів
- Антоніна Бебко — українська килимарниця

Співачки та музикантки
- Антоніна Матвієнко (*1981) — українська співачка та акторка
- Антоніна Чеховська (*1987) — українська співачка, сопрано, що живе в США
- Антоніна Маренич — українська співачка, засновниця та музична керівниця фольк-тріо «Маренич»
- Антоніна Нанкова Ілієва — болгарська поп-фолк співачка
- Антоніна Голуб — українська бандуристка

Акторки і танцівниці
- Антоніна Хижняк — українська акторка театру, кіно та дубляжу
- Антоніна Лефтій — українська акторка
- Антоніна Гірич — польська акторка
- Антоніна Макарчук — українська акторка театру і кіно

## Інше
- Антоніна — село в Україні, в Монастирищенському районі Черкаської області;
- Ітинерарій Антоніна — книга-покажчик, в якій перераховуються всі дорожні переходи і відстані на кожній з існуючих на той час римських доріг, який складений під час правління Каракалли;
- Вал Антоніна — римська оборонна споруда з каменю і торфу, побудована в 142–154 роках поперек сучасної Шотландії.